# Вільне життя плюс
Вільне життя плюс — всеукраїнська незалежна громадсько-політична газета.

## Історія
Спочатку газета виходила під назвою «Вільне життя». Перший номер побачив світ 3 жовтня 1939 року. Друкувалася малим форматом на чотирьох сторінках. Виходила щодня. Редакція розташовувалася на вулиці Костюшка, 3 у Тернополі. Відповідальним редактором був С. Кушнір. Газета була органом Тимчасового управління м. Тернополя. Від 10 грудня 1939-го вона — орган Тернопільського обкому КП(б)У та облвиконкому. Під час Другої світової випуск газети призупинився. Від листопада 1944 року до вересня 1946-го виходила в Чорткові. Від середини 2000-х редакція знаходиться на вул. Гетьмана Сагайдачного, 9.
«Вільне життя» першим серед обласних видань ще в серпні 1990 року стало громадсько-політичним часописом Тернопілля, а 31 серпня 1991-го — незалежною громадсько-політичною газетою, видавцем якої є трудовий колектив редакції.

## Редактори
- Степан Кушнір (1939—1941),
- Андрій С. Мазанько (1944—1948),
- Іван Федоренко (1948—1949),
- В'ячеслав Нужний (1949—1951),
- Яків Щербаченко (1951—1957),
- Микола Костенко (1957—1976),
- Іван Гермаківський (1977—1983),
- Валентина Полева (1983—1990),
- Петро Федоришин (від 1990).

## Досягнення газети
Редакція газети є співорганізатором щорічного конкурсу «Людина року на Тернопільщині».
Проводяться регулярні шахові турніри для передплатників газети, дітей передплатників газети, між журналістами місцевих та всеукраїнських ЗМІ.

## Школа молодого журналіста
При газеті вже близько 20 років існує школа молодого журналіста, засновником якої був Володимир Сушкевич. Школа щороку набирає слухачів, котрі хочуть пов'язати своє професійне майбутнє із журналістикою. Вони можуть під час занять у школі отримати базові знання з цієї галузі: ознайомитися зі специфікою друкованих та електронних засобів масової інформації, з особливостями різних газетних жанрів, вимогами до журналістських текстів, нормами професійної етики тощо. Практично це є місце, де абітурієнти можуть зорієнтуватись в правильності вибору майбутньої професії.

## Видання газети

### Періодика
У 1984 р. при газеті розпочав виходити додаток «Тернопільська реклама», який згодом переріс у самостійну газету «Вісник Тернопілля», котра виходила до 2004 року. У 1991—1992 рр. виходив щоквартальний літературно-мистецький додаток до «Вільного життя» — «Слово і край».
У січні 1991 р. заснований літературно-мистецький і громадсько-політичний часопис «Тернопіль», від березня 2008 р. — «Літературний Тернопіль».
У 2002 р. почала виходити як додаток до «Вільного життя» «Домашня газета», нині — окреме видання.

### Книги
- Про себе, про друзів, про час / Автор-упоряд. Л. Левицька. — Тернопіль, 1999. — С. 184; фотогр.
- Тернопільський альманах: антологія. кн. 1 / упоряд.: П. Федоришин, Т. Валєєва, М. Ониськів. — Т.: Вид. дім «Вільне життя», 2008. — 464 с. — ISBN 978-966-441-065-3
- Жіночі історії / упоряд.: Л. Костишин, Н. Чорна; Вид. дім «Вільне життя». — Л.: Піраміда, 2008. — 464 с. — ISBN 978-966-441-078-0
- Володимир Сушкевич. Листи до друга / В. Сушкевич ; Вид. дім «Вільне життя». — Л.: Піраміда, 2008. — 464 с. — ISBN 978-966-441-078-3
- Головна газета Тернопілля. Вільне життя. 70 років: збірник / Вид. дім «Вільне життя»; ред.: Л. Костишин , М. Ониськів. — Т. : Збруч, 2009. — ISBN 978-966-528-310-2
- Бурма Василь. Привиди старих замків [Текст]: Тернопільщина: краєзнавчо-дорожні нариси / В. Бурма. — Т.: Вид. дім «Вільне життя», 2011. — 400 с.: іл., фот. кол. — ISBN 978-966-457-118-7
- Повстанські пісні та колядки [Текст]. — Т: Вид. дім «Вільне життя», 2011. — 308 с. — ISBN 978-966-087-6

## Сайт газети
16 квітня 2009 року почав діяти офіційний сайт газети [Архівовано 7 червня 2022 у Wayback Machine.] на платформі Joomla. Співавтором і першим адміністратором (квітень 2009 — квітень 2011) був Микола Василечко. Від липня 2015 року сайт оновлений і діє на платформі WordPress.